# BBC Philharmonic
Het BBC Philharmonic (Orchestra) is een van de vijf symfonieorkesten die onder de BBC vallen. Het orkest heeft als thuisbasis Manchester.

## Geschiedenis
Het orkest is opgericht in 1922 als het 2ZY Orchestra om te voldoen aan radio-uitzendingen van klassieke muziek door de omroep 2YZ te Manchester. Het werd daarbij ondersteund door de voorloper van de huidige BBC: British Broadcasting Company. Het orkest gaf veel radiopremières van werken van Britse componisten, zoals Edward Elgar (Dream of Gerontius en Enigma-variaties) en The Planets van Gustav Holst. In 1926 kreeg het een nieuwe naam: The Northern Wireless Orchestra.
Toen in 1930 de BBCompany overging in BBCorporation, was de behoefte aan regio-orkesten tanende. Het orkest werd teruggebracht naar een basis van 9 musici; ook weer onder een nieuwe naam, Northern Studio Orchestra. In 1933 werd dat beleid weer omgegooid en mocht het orkest weer groeien; natuurlijk weer onder een nieuwe naam BBC Northern Orchestra, mede omdat het BBC Symphony Orchestra alleen niet aan de vraag voor uitvoeringen en uitzendingen kon voldoen. Gedurende de Tweede Wereldoorlog gaf het orkest veel concerten buiten Manchester en werd het ingeschakeld in heel Engeland ter vermaak van de bevolking en troepen. Men reisde stad en land af. Net als de Nederlandse omroeporkesten kreeg men vanaf de jaren zestig steeds te maken met (dreigende) bezuinigingen en sanering van orkesten. De jaren zestig staan echter ook voor groei van het orkest, niet alleen qua personele bezetting maar ook in zijn muzikaliteit en waardering van het publiek. Men ging meespelen in de beroemde Proms, voor het eerst in 1961 onder dirigent George Hurst, die het orkest verder op sleeptouw nam in verbetering van het orkest. In 1982 werd het orkest uitgebreid tot een vaste bezetting van ongeveer 90 musici en kreeg het orkest opnieuw een nieuwe naam; zijn huidige.

## Thuisbasis
Het orkest heeft diverse concertzalen als thuisbasis gekend totdat in september 1996 Bridgewater Hall werd geopend. De meeste opnamen voor het label Chandos Records en (nog steeds) radio-uitzendingen voor BBC Radio 3 (met of zonder publiek) vinden echter plaats in hun vaste repetitie- en opnameruimte Studio 7 Concert Hall in het BBC New Broadcasting House in Manchester.

## Componist/dirigenten
Men heeft in de loop van jaren ook diverse thuiscomponisten gekend, die tevens een aanstelling hadden als vaste dirigent. Vanaf 1991 was het Peter Maxwell Davies, die zijn 7e symfonie met dit orkest de première gaf in 2000 tijdens het Orkney Festival. Vanaf 2000 is James MacMillan de huiscomponist.

## Andere BBC-orkesten
- het BBC Symphony Orchestra;
- het BBC National Orchestra of Wales;
- het BBC Scottish Symphony Orchestra en
- het BBC Concert Orchestra.

## Chef-dirigenten
- 1944–1951: Charles Groves
- 1952–1957: John Hopkins
- 1958–1968: George Hurst
- 1968–1973: Bryden Thomson
- 1973–1980: Raymond Leppard
- 1980–1991: Edward Downes
- 1991–2003: Yan Pascal Tortelier
- 2002–2011: Gianandrea Noseda
- 2011–2018: Juan José Mena Ostériz
- 2018–: Omer Meir Wellber

CCategorie:Cultuur in Manchester